# Igreja de Nossa Senhora da Conceição (Luanda)
A Igreja de Nossa Senhora da Conceição foi fundada em 1583 e foi a primeira Igreja Paroquial da cidade de Luanda.
A primeira paróquia de Luanda foi dedicada à Nossa Senhora da Imaculada Concepção e ai começou a ser construída em 1583, uma igreja feita de pilares de madeira, gesso e lama, tendo um tecto de colmo. Em 1653, iniciou-se a construção de uma igreja mais sólida que se transformou na Sé Catedral até 1818, altura em que esse título passou para a Igreja do Convento de São José. Da igreja construída em 1653, resta apenas uma torre, tendo o local sido transformado em 1881, no Observatório Meteorológico João Capelo.